# Oponiak osłonek nerwu wzrokowego

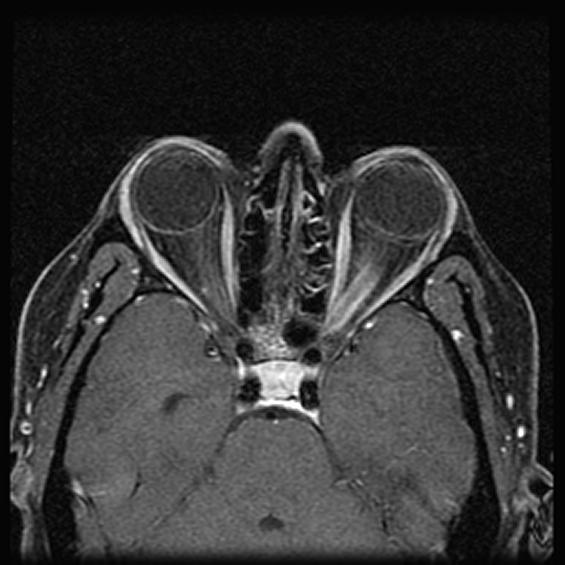
Badanie MRI prawostronnego oponiaka osłonek nerwu wzrokowego

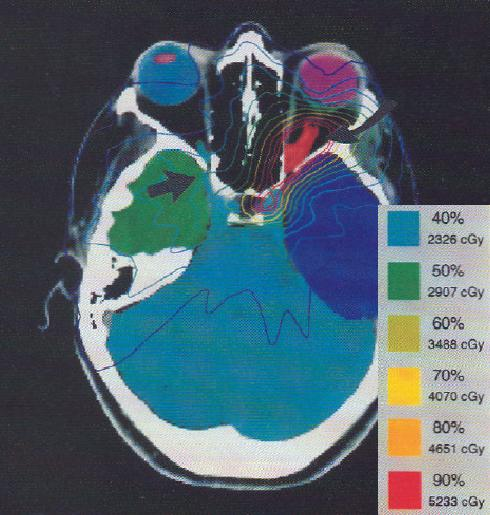
Plan stereotaktycznej frakcjonowanej radioterapii u tego samego pacjenta

Oponiak osłonek nerwu wzrokowego (ang. optic nerve sheath meningioma, ONSM) – rzadki nowotwór wywodzący się z komórek pajęczynówki nerwu wzrokowego. Opona pajęcza otacza nerw w odcinku wewnątrzoczodołowym i w kanale wzrokowym; częstsza jest ta pierwsza lokalizacja (92%). Pierwotnie zlokalizowane w przednim dole czaszki oponiaki naciekające odcinek wewnątrzczaszkowy nerwu i wkraczające do oczodołu określane są niekiedy jako wtórne ONSM; jest to znacznie częstsza sytuacja niż pierwotny guz osłonki nerwu. Rzadko, guz wywodzi się z ektopowych komórek opony pajęczej, rozproszonych w oczodole (w mięśniach zewnętrznych gałki ocznej lub ścianach oczodołu). Guzy z tych rozproszonych komórek meningotelialnych nie mają połączenia z osłonką nerwu wzrokowego. 

## Epidemiologia
ONSM stanowią około 2% guzów oczodołu i 1-2% wszystkich oponiaków. Obustronne i wieloogniskowe ONSM są charakterystyczne dla nerwiakowłókniakowatości typu 2 (NF2). Średnia wieku rozpoznania guza to 42 lata dla kobiet i 36 lat dla mężczyzn; wiek zachorowania to szeroka granica 3-80 lat. Podobnie jak wewnątrzczaszkowe oponiaki, ONSM są nieco częstsze u kobiet (61%).

## Objawy i przebieg
Charakterystyczna jest triada objawów (triada Hoyta-Spencera): stopniowa utrata wzroku, zanik tarczy nerwu wzrokowego, i przeciek siatkówkowo-rzęskowy.

## Rozpoznanie
Obrazowanie rezonansu magnetycznego jest złotym standardem w diagnostyce ONSM. Tomografia komputerowa może uwidocznić guz nerwu, ale tylko MRI, szczególnie z kontrastem gadolinowym, pozwala prześledzić przebieg nerwu w kanale wzrokowym. Postępy w technikach obrazowych pozwoliły na stawianie rozpoznania na ich podstawie w połączeniu z obrazem klinicznym, tym samym oddalając konieczność biopsji guza.  

## Różnicowanie
W diagnostyce ONSM należy brać pod uwagę hiperplazję osłonki nerwu w przebiegu glejaka nerwu wzrokowego.

## Leczenie
Celem leczenia jest zachowanie lub poprawienie wzroku. Nierzadko nie wdraża się leczenia poprzestając na obserwacji; wieloletni przebieg choroby bez pogorszenia widzenia nie jest rzadki. Standardowe leczenie polega na radioterapii i (lub) resekcji guza.